# Tomasz Stamirowski
Tomasz Stamirowski herbu Półkozic – sędzia ziemski chełmski w latach 1765–1782, podstarosta krasnostawski w latach 1760–1765, chorąży krasnostawski w latach 1760–1765, stolnik krasnostawski w 1761 roku, starosta krasnostawski w latach 1782–1786.
W 1764 roku był elektorem Stanisława Augusta Poniatowskiego z ziemi chełmskiej.